# Stylidium crassifolium
Stylidium crassifolium är en tvåhjärtbladig växtart som beskrevs av Robert Brown. Stylidium crassifolium ingår i släktet Stylidium och familjen Stylidiaceae. Inga underarter finns listade i Catalogue of Life.